# Trận Bretoncelles
Trận Bretoncelles là một hoạt động quân sự trong cuộc chiến tranh giữa Pháp và Đức trong các năm 1870 – 1871, đã diễn ra vào ngày 21 tháng 11 năm 1870, tại Bretoncelles, thuộc tỉnh Loire, nước Pháp. Cuộc giao chiến này đã kết thúc với chiến bại của quân đội Pháp, trước một lực lượng thuộc quân đội Phổ dưới quyền chỉ huy của Friedrich Franz II, Đại Công tước xứ Mecklenburg-Schwerin, buộc người Pháp phải tiến hành một cuộc triệt thoái. Trận chiến tại Bretoncelles là một trong những trận đánh quan trọng nhất trong cuộc tiến quân của Đại Công tước xứ Mecklenburg vào cuối năm 1870.
Trận Bretoncelles đã bùng nổ tại một hẻm núi chật hẹp trong vùng đồi, cả hai bên đều có các sườn đồi dày đặc rừng và hiểm trở. Quân Pháp đã triển khai các khẩu đội pháo nhằm chế ngự cửa của hẻm núi, và họ đã khai pháo vào các đại đội tiên phong của một đội hình hàng dọc của quân Đức khi các đạo quân Đức này tiến vào hẻm núi. Tuy nhiên, người Đức ngay lập tức đã tung lực lượng kỳ binh của họ vào ứng chiến, đồng thời lực lượng pháo binh Đức cũng nhập trận. Không lâu sau đó, các khẩu đội pháo của quân Pháp ở bên phải thung lũng bị câm tịt, và quân Pháp đã bị đánh thiệt hại nặng. Các khẩu đội pháo của Pháp di chuyển sang hướng đối diện, nơi cuộc giao chiến vẫn còn tiếp diễn. Đằng sau các khu rừng che phủ phần thấp hơn của sườn đồi là một khu vực có nhiều cánh đồng và rào cản; và một khi quân Pháp bị đánh đuổi ra khỏi vị trí phòng ngự đầu tiên của mình, họ kéo nhau đến khu vực này. Tai đây, họ dựa vào mọi bụi rậm hoặc là những nơi ẩn nấp khác mà họ có thể tìm thấy, và cứ thế họ bắn thật nhanh vào đối phương, trong khi những người lính Đức đang tiến qua những khoảng đất rộng mở, và sau đó quân Pháp sẽ rút xuống vị trí thuận lợi tiếp theo của mình. Cuộc giao tranh lẻ tẻ này đã tiếp tục diễn ra trong một khoảng thời gian dài, và đôi khi quân Pháp tiến hành các cuộc cầm cự trong vòng 10 phút hoặc là 45 phút. Nhưng cuối cùng, một cuộc tấn công mạnh mẽ của một lực lượng đáng kể của Đức đã tiến xuống ngôi làng từ các sườn đồi ở phía sau, và áp đảo hoàn toàn vị trí của quân Pháp. Nhiều binh sĩ Pháp đã từ bỏ khí giới và hội tụ ở trong các vườn cây ăn quả, để trở thành tù binh một khi quân Đức kéo đến.
Quân chủ lực của Pháp đã tiến hành rút chạy theo hướng Nogent-le-Rotrou. Tuy nhiên, trong vòng từ một đến hai tiếng đồng hồ sau đó, những người thắng trận đã tiếp tục nã pháo về phía họ. 250 quân Pháp bị quân đội Đức bắt làm tù binh, và trong vòng ba ngày, quân Đức đã thu được 600 quân Pháp về tay mình. Một số tù binh Pháp tạm thời bị giam cầm trong một nhà thờ cổ kính ở Bretoncelles, và một số người trong đó chỉ là những đứa trẻ. Nhìn chung, tất cả mọi tù binh này đều là những người vốn đã không hề có ý định gia nhập quân ngũ của Pháp. Một số cuộc giao tranh nhỏ khác cũng xảy ra trong các chiến dịch của Đại Công tước xứ Mecklenburg-Schwerin, và phần thắng thuộc về quân đội Đức.